# Софинский (посёлок)
 Софинский — поселок в Красноармейском районе Самарской области в составе сельского поселения Ленинский.

## География
Находится на расстоянии примерно 13 километров по прямой на юго-восток от районного центра села  Красноармейское.

## Население
Постоянное население составляло 106 человек (русские 46%, казахи 32%) в 2002 году, 105 в 2010 году.